# Saturn Awards 2008
La 34ª edizione dei Saturn Awards si è svolta il 24 giugno 2008 all'Universal City Hilton Hotel di Los Angeles in California, per premiare le migliori produzioni cinematografiche del 2007. 

## Vincitori e candidati
I vincitori sono indicati in grassetto, a seguire gli altri candidati.

### Film

#### Miglior film di fantascienza
- Cloverfield, regia di Matt Reeves[1]
- I Fantastici 4 e Silver Surfer (Fantastic Four: Rise of the Silver Surfer), regia di Tim Story
- Io sono leggenda (I Am Legend), regia di Francis Lawrence
- Mimzy - Il segreto dell'universo (The Last Mimzy), regia di Robert Shaye
- Sunshine, regia di Danny Boyle
- Transformers, regia di Michael Bay

#### Miglior film fantasy
- Come d'incanto (Enchanted), regia di Kevin Lima[2]
- La bussola d'oro (The Golden Compass), regia di Chris Weitz
- Harry Potter e l'Ordine della Fenice (Harry Potter and the Order of the Phoenix), regia di David Yates
- Pirati dei Caraibi - Ai confini del mondo (Pirates of the Caribbean: At World's End), regia di Gore Verbinski
- Spider-Man 3, regia di Sam Raimi
- Stardust, regia di Matthew Vaughn

#### Miglior film horror
- Sweeney Todd - Il diabolico barbiere di Fleet Street (Sweeney Todd: The Demon Barber of Fleet Street), regia di Tim Burton[3]
- 30 giorni di buio (30 Days of Night), regia di David Slade
- 1408, regia di Mikael Håfström
- Ghost Rider, regia di Mark Steven Johnson
- Grindhouse, regia di Quentin Tarantino e Robert Rodriguez
- The Mist, regia di Frank Darabont

#### Miglior film d'azione/avventura/thriller
- 300, regia di Zack Snyder[4]
- Quel treno per Yuma (3:10 to Yuma), regia di James Mangold
- The Bourne Ultimatum - Il ritorno dello sciacallo (The Bourne Ultimatum), regia di Paul Greengrass
- Die Hard - Vivere o morire (Live Free or Die Hard), regia di Len Wiseman
- Non è un paese per vecchi (No Country for Old Men), regia di Joel ed Ethan Coen
- Il petroliere (There Will Be Blood), regia di Paul Thomas Anderson
- Zodiac, regia di David Fincher

#### Miglior attore
- Will Smith - Io sono leggenda (I Am Legend)
- John Cusack - 1408
- Gerard Butler - 300
- Viggo Mortensen - La promessa dell'assassino (Eastern Promises)
- Johnny Depp - Sweeney Todd - Il diabolico barbiere di Fleet Street (Sweeney Todd: The Demon Barber of Fleet Street)
- Daniel Day-Lewis - Il petroliere (There Will Be Blood)

#### Miglior attrice
- Amy Adams - Come d'incanto (Enchanted)
- Ashley Judd - Bug - La paranoia è contagiosa (Bug)
- Naomi Watts - Il velo dipinto (The Painted Veil)
- Belén Rueda - The Orphanage (El Orfanato)
- Helena Bonham Carter - Sweeney Todd - Il diabolico barbiere di Fleet Street (Sweeney Todd: The Demon Barber of Fleet Street)
- Carice van Houten - Black Book (Zwartboek)

#### Miglior attore non protagonista
- Javier Bardem - Non è un paese per vecchi (No Country for Old Men)
- David Wenham - 300
- Ben Foster - Quel treno per Yuma (3:10 to Yuma)
- Justin Long - Die Hard - Vivere o morire (Live Free or Die Hard)
- James Franco - Spider-Man 3
- Alan Rickman - Sweeney Todd - Il diabolico barbiere di Fleet Street (Sweeney Todd: The Demon Barber of Fleet Street)

#### Miglior attrice non protagonista
- Marcia Gay Harden - The Mist
- Lena Headey - 300
- Lizzy Caplan - Cloverfield
- Rose McGowan - Grindhouse - Planet Terror (Planet Terror)
- Imelda Staunton - Harry Potter e l'Ordine della Fenice (Harry Potter and the Order of the Phoenix)
- Michelle Pfeiffer - Stardust

#### Miglior attore emergente
- Freddie Highmore - La musica nel cuore - August Rush (August Rush)
- Josh Hutcherson - Un ponte per Terabithia (Bridge to Terabithia)
- Daniel Radcliffe - Harry Potter e l'Ordine della Fenice (Harry Potter and the Order of the Phoenix)
- Dakota Blue Richards - La bussola d'oro (The Golden Compass)
- Rhiannon Leigh Wryn - Mimzy - Il segreto dell'universo (The Last Mimzy)
- Alex Etel - The Water Horse - La leggenda degli abissi (The Water Horse: Legend of the Deep)

#### Miglior regia
- Zack Snyder - 300[5]
- Paul Greengrass - The Bourne Ultimatum - Il ritorno dello sciacallo (The Bourne Ultimatum)
- David Yates - Harry Potter e l'Ordine della Fenice (Harry Potter and the Order of the Phoenix)
- Frank Darabont - The Mist
- Sam Raimi - Spider-Man 3
- Tim Burton - Sweeney Todd - Il diabolico barbiere di Fleet Street (Sweeney Todd: The Demon Barber of Fleet Street)

#### Miglior sceneggiatura
- Brad Bird - Ratatouille
- Michael Gordon, Zack Snyder e Kurt Johnstad - 300
- Roger Avary e Neil Gaiman - La leggenda di Beowulf (Beowulf)
- Michael Goldenberg - Harry Potter e l'Ordine della Fenice (Harry Potter and the Order of the Phoenix)
- Joel ed Ethan Coen - Non è un paese per vecchi (No Country for Old Men)
- John Logan - Sweeney Todd - Il diabolico barbiere di Fleet Street (Sweeney Todd: The Demon Barber of Fleet Street)

#### Miglior costumi
- Colleen Atwood - Sweeney Todd - Il diabolico barbiere di Fleet Street (Sweeney Todd: The Demon Barber of Fleet Street)
- Michael Wilkinson - 300
- Jany Temime - Harry Potter e l'Ordine della Fenice (Harry Potter and the Order of the Phoenix)
- Ruth Myers - La bussola d'oro (The Golden Compass)
- Penny Rose - Pirati dei Caraibi - Ai confini del mondo (Pirates of the Caribbean: At World's End)
- Sammy Sheldon - Stardust

#### Miglior trucco
- Ve Neill e Martin Samuel - Pirati dei Caraibi - Ai confini del mondo (Pirates of the Caribbean: At World's End)
- Davina Lamont e Gino Acevedo - 30 giorni di buio (30 Days of Night)
- Shaun Smith, Mark Rappaport e Scott Wheeler - 300
- Howard Berger, Greg Nicotero e Jake Garber - Grindhouse - Planet Terror (Planet Terror)
- Nick Dudman e Amanda Knight - Harry Potter e l'Ordine della Fenice (Harry Potter and the Order of the Phoenix)
- Peter Owen e Ivana Primorac - Sweeney Todd - Il diabolico barbiere di Fleet Street (Sweeney Todd: The Demon Barber of Fleet Street)

#### Migliori effetti speciali
- Scott Farrar, Scott Benza, Russell Earl e John Frazier - Transformers
- Tim Burke, John Richardson, Paul Franklin e Greg Butler - Harry Potter e l'Ordine della Fenice (Harry Potter and the Order of the Phoenix)
- Michael Fink, Bill Westenhofer, Ben Moris, Trevor Wood - La bussola d'oro (The Golden Compass)
- John Knoll, Hal Hickel, Charles Gibson e John Frazier - Pirati dei Caraibi - Ai confini del mondo (Pirates of the Caribbean: At World's End)
- Scott Stokdyk, Peter Nofz, Spencer Cook e John R. Frazier - Spider-Man 3
- Chris Watts, Grant Freckelton, Derek Wentworth e Daniel Leduc - 300

#### Miglior colonna sonora
- Alan Menken - Come d'incanto (Enchanted)
- Tyler Bates - 300
- Mark Mancina - La musica nel cuore - August Rush (August Rush)
- John Powell - The Bourne Ultimatum - Il ritorno dello sciacallo (The Bourne Ultimatum)
- Nicholas Hooper - Harry Potter e l'Ordine della Fenice (Harry Potter and the Order of the Phoenix)
- Jonny Greenwood - Il petroliere (There Will Be Blood)

#### Miglior film d'animazione
- Ratatouille, regia di Brad Bird
- Beowulf, regia di Graham Baker
- I Robinson - Una famiglia spaziale (Meet the Robinsons), regia di Stephen J. Anderson
- Shrek terzo (Shrek the Third), regia di Raman Hui e Chris Miller
- I Simpson - Il film (The Simpsons Movie), regia di David Silverman
- Surf's Up - I re delle onde (Surf's Up), regia di Ash Brannon e Chris Buck

#### Miglior film internazionale
- La promessa dell'assassino (Eastern Promises), regia di David Cronenberg ( Stati Uniti/ Regno Unito/ Canada)
- Black Book (Zwartboek), regia di Paul Verhoeven ( Germania/ Belgio/ Regno Unito/ Paesi Bassi)
- I guardiani del giorno (Дневной дозор), regia di Timur Bekmambetov ( Russia)
- L'ultimo inquisitore (Goya's Ghosts). regia di Miloš Forman ( Spagna)
- The Orphanage (El Orfanato), regia di Juan Antonio Bayona ( Spagna/ Messico)
- Sleuth - Gli insospettabili (Sleuth), regia di Kenneth Branagh ( Regno Unito)

### Televisione

#### Miglior serie televisiva trasmessa da una rete
- Lost
- Heroes
- Journeyman
- Pushing Daisies
- Supernatural
- Terminator: The Sarah Connor Chronicles

#### Miglior serie televisiva trasmessa via cavo
- Dexter
- Battlestar Galactica
- The Closer
- Kyle XY
- Saving Grace
- Stargate SG-1

#### Miglior serie televisiva internazionale
- Doctor Who
- Torchwood
- Cape Wrath - Fuga dal passato (Meadowlands)
- Jekyll
- Life on Mars
- Robin Hood

#### Miglior presentazione televisiva
- I Griffin (Family Guy)
- The Company
- Fallen - Angeli caduti (Fallen)
- Masters of Science Fiction
- Ritorno al mondo di Oz (Tin Man)
- Battlestar Galactica: Razor
- Shrekkati per le feste (Shrek the Halls)

#### Miglior attore televisivo
- Matthew Fox - Lost
- Matt Dallas - Kyle XY
- Michael C. Hall - Dexter
- Kevin McKidd - Journeyman
- Edward James Olmos - Battlestar Galactica
- Lee Pace - Pushing Daisies

#### Miglior attrice televisiva
- Jennifer Love Hewitt - Ghost Whisperer - Presenze (Ghost Whisperer)
- Anna Friel - Pushing Daisies
- Lena Headey - Terminator: The Sarah Connor Chronicles
- Holly Hunter - Saving Grace
- Evangeline Lilly - Lost
- Kyra Sedgwick - The Closer

#### Miglior attore non protagonista televisivo
- Michael Emerson - Lost
- Erik King - Dexter
- Greg Grunberg - Heroes
- Masi Oka - Heroes
- Josh Holloway - Lost
- Terry O'Quinn - Lost

#### Miglior attrice non protagonista televisiva
- Summer Glau - Terminator: The Sarah Connor Chronicles
- Elizabeth Mitchell - Lost
- Jaimie Alexander - Kyle XY
- Jennifer Carpenter - Dexter
- Jaime Murray - Dexter
- Hayden Panettiere - Heroes

### Home media

#### Miglior edizione DVD/Blu-ray (film)
- The Cabinet of Dr. Caligari
- Behind the Mask - Vita di un serial killer (Behind the Mask: The Rise of Leslie Vernon)
- Driftwood
- L'uomo che venne dalla Terra (The Man from Earth)
- The Nines
- White Noise: The Light

#### Miglior edizione speciale DVD/Blu-ray
- Blade Runner
- Big
- Incontri ravvicinati del terzo tipo (Close Encounters of the Third Kind)
- Grindhouse - A prova di morte (Death Proof)
- Il labirinto del fauno (El laberinto del fauno)
- Troy

#### Miglior edizione DVD/Blu-ray di un film classico
- Scuola di mostri (The Monster Squad)
- Alligator
- Dark Crystal (The Dark Crystal)
- Face/Off - Due facce di un assassino (Face/Off)
- Flash Gordon
- Il grande inquisitore (Witchfinder General)

#### Miglior collezione DVD/Blu-ray
- The Mario Bava Collection
- The Godzilla Collection
- The Sergio Leone Anthology
- The Sonny Chiba Collection
- Stanley Kubrick
- Vincent Price

#### Miglior edizione DVD/Blu-ray (serie TV)
- Heroes - stagione 1
- Eureka - stagione 1
- Hustle - I signori della truffa (Hustle) - stagione 1 e 3
- Lost - stagione 3
- Spooks (MI-5) - volume 4 e 5
- Planet Earth

#### Miglior edizione DVD/Blu-ray di una serie TV passata
- I segreti di Twin Peaks (Twin Peaks)
- Le avventure del giovane Indiana Jones (The Young Indiana Jones Chronicles) - volume 1
- Count Dracula
- La terra dei giganti (Land of the Giants)
- Missione Impossibile (Mission: Impossible) - stagione 2 e 3
- Selvaggio west (The Wild Wild West) - stagione 2 e 3

## Premi speciali
- Life Career Award: Robert Halmi Sr. e Robert Halmi Jr.
- Filmmaker's Showcase Award: Matt Reeves - Cloverfield
- Service Award: Fred Barton
- Special Achievement Award: Tim e Donna Lucas
- George Pal Memorial Award: Guillermo del Toro